# (23032) Fossey
(23032) Fossey ist ein Asteroid des Hauptgürtels, der am 3. Dezember 1999 vom australischen Amateurastronomen John Broughton am Reedy-Creek-Observatorium (IAU-Code 428) in Queensland, Australien entdeckt wurde.
Der Asteroid ist nach der US-amerikanischen Zoologin und Verhaltensforscherin Dian Fossey (1932–1985) benannt, die vor allem durch ihre Forschungen über Berggorillas Weltruf erlangte.